# Snowbird (voilier)
Pour les articles homonymes, voir Snowbird.
Le Snowbird est une classe de dériveur léger gréée en catboat, choisie comme dériveur olympique en solitaire pour les épreuves de voile aux Jeux olympiques de Los Angeles en 1932.

## Historique
Le Snowbird a été dessiné par Edson B. Schock pour les Jeux olympiques de Los Angeles, à partir du populaire California Snowbird.
Aux Jeux de Los Angeles, les bateaux étaient fournis par les États-Unis aux compétiteurs. Se déroulant à Long Beach (Californie), les régates courues sur ce dériveur américain furent remportées par le Français Jacques Lebrun, membre du Cercle de la voile de Paris,.
Il a remplacé le 12 pieds international ou Twelve Voetsjol. Il sera lui-même remplacé par l'Olympia Jolle pour les Jeux de Berlin de 1936.

## Caractéristiques
Le Snowbird est un petit dériveur de 12 pieds, à dérive pivotante.
Il est gréé en catboat ; son unique grand voile de 8,60 m2  est de type marconi, triangulaire, sans vergue. Le mât est maintenu par deux haubans et un étai.
La coque est à bouchains vifs, comme le Snipe, donc plus facile à construire qu'une coque en forme à clin, comme celle du 12 pieds international.